# Who Loves You (brano)
Who Loves You è un brano musicale dei The Four Seasons scritto da Bob Gaudio e Judy Parker e pubblicato come singolo il 2 agosto 1975.
La canzone è la title-track del loro disco Who Loves You (1975) e, assieme a December - 1963 (Oh, What a Night), è una delle trace più famose del gruppo. Il singolo ha aiutato l'album ad ottenere un buon successo commerciale, tanto che quest'ultimo venne certificato disco d'oro nel Regno Unito.

## Il brano
Dopo un periodo di insuccessi i The Four Seasons, che avevano riscosso successo nella prima metà degli anni '60, sono riusciti a tornare in auge grazie all'album Who Loves You del 1975. Questo disco, certificato d'oro nel Regno Unito, è stato uno dei maggiori successi commerciali della band ed ha segnato un nuovo periodo d'oro per il gruppo.
La traccia omonima dell'album, Who Loves You, è un brano dance che è, come descritto dal magazine Cash Box: "Un brano di forte energia e commercialmente di livello, con un ammirevole lavoro vocale ed un ritmo che può risuonare in qualsiasi discoteca".

## Formazione
- Frankie Valli – voce solista, cori
- Don Ciccone – voce solista, cori e chitarra ritmica
- Joe Long - basso e cori
- John Paiva – cori e chitarra elettrica
- Gerry Polci – cori e batteria
- Lee Shapiro – cori, tastiere, pianoforte, sintetizzatori e arrangiamenti di archi
- Bob Gaudio – pianoforte, tastiere e produttore

## Ricezione
Il brano ha avuto un grosso successo commerciale, riabilitando l'immagine del gruppo come una band capace di comporre grandi hit.
Who Loves You ha raggiunto la terza posizione nella Billboard Hot 100.